# Adrián Sánchez (beisbolista)
Adrián Arturo Sánchez  (Maracaibo, 16 de agosto de 1990) es un beisbolista venezolano polivalente capaz de jugar en segunda base, campo corto y tercera base en la organización de Washington Nationals en las Grandes Ligas de Béisbol y la Selección de béisbol de Colombia.

## Carrera en Estados Unidos
Los Washington Nationals firmaron a Sánchez como agente libre amateur de Venezuela en 2007. Jugó en República Dominicana para DSL Nationals en la Dominican Summer League, bateando .269 en 42 juegos con un jonrón y 19 carreras impulsadas en 2007 y .276 en 59 juegos con tres jonrones y 32 carreras impulsadas en 2008. Pasó el 2009 al GCL Nationals en la Gulf Coast League, apareció en 24 juegos y bateó para .246 con cinco carreras impulsadas continuando en la temporada 2010 con ellos, bateando .378 en 29 juegos con tres jonrones y 21 jonrones. Antes de ser promovido a los Hagerstown Suns en la Clase A de la South Atlantic League, donde bateó .317 en 25 juegos, tuvo un jonrón y remolcó 15 carreras. 
Pasó todo el 2011 con Hagerstown Suns y bateó para .262 con tres jonrones y 51 carreras impulsadas en 131 juegos. Fue ascendido a Potomac Nationals en la Clase A Avanzada de la Carolina League en 2012 y 2013, bateando .269 con tres jonrones y 32 carreras impulsadas en 101 juegos en 2012, pero solo .241 con un jonrón en 120 juegos en 2013, aunque manejó 42 carreras esa temporada. Comenzó 2014 con Potomac, bateando .271 con nueve carreras impulsadas en 29 juegos, y recibió un ascenso a los Senadores de Harrisburg en la Eastern League de la Clase Doble A (AA), donde terminó la temporada, pero solo bateó para .223 en 89 juegos, conectó tres jonrones y conduciendo en 29 carreras. 
En la temporada 2015 jugó 19 partidos allí, bateando .343 y jonrón y manejó seis carreras, y cuatro juegos con los GCL Nationals yendo 5-de-11 con un jonrón y un RBI. , antes de regresar a Senadores de Harrisburg, bateó para .246 en 59 juegos y tuvo un jonrón y 15 carreras impulsadas con los senadores. En 2016, comenzó la temporada con los Jefes de Syracuse en la International League de Clase Triple A (AAA), pero solo bateó .216 con tres carreras impulsadas en 14 juegos y regresó a Senadore de Harrisburg, jugando 97 juegos para los Senadores, bateando .254 y conduciendo en 25 carreras .

## Clásico Mundial de Béisbol 2017
Aunque es venezolano de nacimiento, Sánchez es elegible para jugar en la Selección de béisbol de Colombia debido a su herencia colombiana, y antes de la temporada 2017 jugó para Colombia en el Clásico Mundial de Béisbol 2017. Colombia fue eliminada en el Grupo C con un registro de 1–2. Jugando en la segunda base, Sánchez apareció en los tres juegos, y ganó 3-por-12 (.250) con dos dobles y una carrera impulsada.

## Logros
- Liga Colombiana de Béisbol Profesional:
  - Campeón (2): 2014/15, 2016/17 con Leones de Montería
  - Subampeón (1): 2015/16 con Leones
  - Mejor bateador: 2015/16 con Leones .365 AVG
  - Más hits: 2015/16 con Leones 58 (hits)
  - Más dobles: 2015/16 con Leones 13 (2B)
- Béisbol en los Juegos Bolivarianos:
  -  Medalla de oro: 2017 con Colombia